# Campanula parryi
Campanula parryi es una especie de planta de la familia de las campanuláceas.

## Usos
Es usado como planta medicinal por el pueblo Zuñi. Las flores se mastican, y la saliva se aplica a la piel como una crema depilatoria. Una cataplasma de la raíz masticada también se aplica a los moretones.

## Taxonomía
Campanula parryi fue descrita por Asa Gray y publicado en Synoptical Flora of North America 2(1): 395. 1886.
Etimología
Campanula: nombre genérico diminutivo del término latíno campana, que significa "pequeña campana", aludiendo a la forma de las flores.
parryi: epíteto otorgado en honor del botánico estadounidense Charles Christopher Parry.
Sinonimia
- Campanula langsdorffiana A.Gray
- Campanula parryi var. idahoensis McVaugh
- Campanula planiflora Engelm.
- Campanula rentoniae Senior